# Conflict Archive on the Internet
Conflict Archive on the Internet, сокращённо CAIN — информационно-архивный сайт, посвящённый конфликту в Северной Ирландии с момента его начала в 1968 году и по настоящее время. Проект был основан в 1996 году Ольстерским университетом и колледжем Мэджи, сайт был открыт в 1997 году. В архиве содержится информация обо всех ключевых событиях конфликта в Северной Ирландии. Помимо этого, CAIN публикует важнейшую информацию о политических и культурных событиях в Северной Ирландии. По данным сайта, около трети его посетителей — жители Великобритании и/или Ирландии, ещё около трети — жители США, остальные — жители других стран мира.

## Деятельность
На сайте CAIN публикуется подробная информация обо всех крупных терактах и вооружённых столкновениях всех сторон конфликта в Северной Ирландии — католиков-националистов, протестантов-юнионистов и британских государственных организаций от армии до полиции и спецслужб. В разработке сайта участвуют не только учёные Ольстерского университета, но и профессора Белфастского университета Королевы и сотрудники библиотеки Лайнен-Холл, а также Центр исследования конфликтов, Образовательные службы и Инициатива по этническим конфликтам и их разрешению (INCORE), которые публикуют часть своих документов и доступной им информации на сайте.
Одним из элементов является «Индекс смертей Саттона» (англ. Sutton Index of Deaths) — полный список погибших в результате конфликта, который составлен на основе книги Малкольма Саттона «Помни этих павших» (англ. Bear in mind these dead) — название заимствовано из стихотворения поэта Джона Хьюитта. В книге Саттона были опубликованы имена погибших с 1969 по 1993 годы, позже список обновлялся до 2001 года. Возможен просмотр информации и сортировка по разным ключам и критериям (национальность погибших, кто совершил убийство, когда и т.д.). С 2002 года черновые списки публикует доктор Мартин Мелоу, директор проекта CAIN.

## Помощь
Сайт сотрудничает с социально-политическим архивом Северной Ирландии, куда входит наряду с другими сайтами, содержащими материал об истории и политических процессах в Северной Ирландии. Спонсированием сайта занимается не только Ольстерский университет, но и фонд Atlantic Philanthropies. В 1998 году финансовую помощь сайту непосредственно оказало Министерство образования Северной Ирландии и Центральный отдел по связям с общественностью, однако ещё раньше помощь сайту оказала организация Electronic Libraries Programme of the Higher Education Funding Councils.
В 2012 году сайту оказало помощь правительство Республики Ирландия, опубликовав ряд документов 1965—1969 годов, освещавших ранние стадии конфликта. В 2016 году стараниями североирландского министерства связи на сайте появилось ещё 230 документов, датируемых 1987 годом.